# Ricardo Boettner
Ricardo Boettner (* 26. Dezember 1901 in Asunción; † 15. August 1982 ebenda) war ein paraguayischer Chemiker und Naturwissenschaftler.

## Werdegang
Boettner entstammte einer französisch-paraguayischen Familie. Er war Sohn des Alfredo Boettner und der Victoria Gautier. Seine Schulbildung erhielt er am Colegio de San José in Asunción und am Gymnasium in Rudolstadt. Das anschließende Studium schloss er 1920 mit Diplom ab. 1928 folgte die Promotion an der Universität München.
Nach Rückkehr nach Paraguay 1929 lehrte er an der Escuela de Farmacia Mineralogie, Toxikologie und Organische Chemie. Später war er Dozent an mehreren naturwissenschaftlichen Fakultäten. Er war erster Dekan der Fakultät für Chemie und Pharmazie sowie Direktor des Instituts für Geologie. Von 1933 bis 1954 war er Leiter der Oficina Química Municipal. 1950 wurde er zudem zum Leiter der Goetheschule in Asunción bestellt.
Er verstarb 1982 durch Krankheit.

## Ehrungen
- 1958: Verdienstkreuz 1. Klasse der Bundesrepublik Deutschland
- 1958: Goethe-Medaille des Goethe-Instituts
- Zum Gedenken Boettners, der sich stets für die Armen engagiert hatte, wurde 1988 die Fundación Ricardo Boettner gegründet, die Zugang zu einer Gesundheitsversorgung ermöglichen soll.

## Schriften
- Química orgánica
- Historia de la Geología paraguaya
- Fósiles paraguayos
- Importancia de la geología